# Guerre de course
La guerre de course (en anglais : Commerce raiding - en allemand : Handelskrieg) est une forme de guerre navale utilisée pour détruire ou perturber la logistique de l'ennemi en haute mer en attaquant sa marine marchande, plutôt que d'engager ses combattants ou d'imposer un blocus contre eux.
Au début de l'utilisation de ce terme, il désigne les opérations navales menées par les corsaires. 
Par assimilation comparative, le terme est aussi utilisé pour désigner les opérations menées par les U-boote allemands pendant les Première et Seconde Guerres mondiales contre les convois de ravitaillement alliés.
Durant la guerre de Sécession, la guerre de course est essentiellement pratiquée par le camp sudiste.

## Corsaires
Le premier type de raid commercial consistait pour les nations à commander des corsaires. Les premiers exemples de ce type de guerre furent ceux des Anglais et des Hollandais contre les trésors des flottes espagnoles du XVIe siècle, qui se traduisaient par des gains financiers pour le capitaine et l'équipage lors de la capture de navires ennemis (« prix »).

### XVIIeetXVIIIesiècles
Les corsaires ont constitué une grande partie de la force militaire totale en mer au cours des XVIIe et XVIIIe siècles. Au cours de la Première guerre anglo-néerlandaise, au XVIIe siècle, les corsaires anglais ont attaqué le commerce dont les Provinces-Unies dépendaient entièrement, capturant plus de 1 000 navires marchands néerlandais. Au cours de la guerre qui suivit avec l'Espagne, les corsaires espagnols et flamands au service de la Couronne espagnole, dont les célèbres Dunkerquois, capturèrent 1 500 navires marchands anglais, contribuant ainsi à restaurer le commerce international néerlandais. Les corsaires néerlandais et d'autres attaquèrent également le commerce britannique, qu'il soit côtier, atlantique ou méditerranéen, au cours des deuxième et troisième guerres anglo-néerlandaises, aux XVIIe et XVIIIe siècles.
Pendant la guerre de Neuf Ans (1688-1697), la politique française a fortement encouragé les corsaires, dont le célèbre Jean Bart ou Alain Porée du Breil, à attaquer les navires britanniques et néerlandais. La Grande-Bretagne a perdu environ 4 000 navires marchands pendant la guerre. Lors de la guerre de Succession d'Espagne (1701-1714) qui a suivi, les attaques des corsaires se sont poursuivies, la Grande-Bretagne ayant perdu 3 250 navires marchands. Le Parlement a adopté une loi actualisée sur les croiseurs et les convois en 1708, qui attribue des navires de guerre réguliers à la défense du commerce.
Pendant la guerre de Succession d'Autriche (1740-1748), la Royal Navy a pu se concentrer davantage sur la défense des navires britanniques. La Grande-Bretagne a perdu 3 238 hommes, une fraction plus petite de sa marine marchande que les 3 434 pertes ennemies. Si les pertes françaises ont été proportionnellement sévères, le commerce espagnol, plus petit mais mieux protégé, a souffert le moins, et les corsaires espagnols ont bénéficié d'une grande partie du meilleur pillage allié du commerce britannique, en particulier dans les Antilles.

## Les guerres napoléoniennes
Pendant les guerres de la Grande-Bretagne contre la France révolutionnaire et napoléonienne (1793–1815), la Royal Navy dominait les mers. La France a adopté une stratégie de guerre de course en autorisant des corsaires civils à s'emparer des navires britanniques. Les Indiamans britanniques de l'époque étaient donc lourdement armés pour se protéger contre de tels raids, au prix d'une vitesse et d'une manœuvrabilité considérablement réduites. Certains Indiamans, comme l''Arniston (en), ont réussi à repousser ces attaques dans d'autres parties du monde ; d'autres, comme lorsque le Kent a rencontré La Confiance en 1800 de Robert Surcouf, ont eu moins de chance.
Les corsaires américains et britanniques se sont également livrés à des raids actifs sur leurs navires respectifs pendant la guerre de 1812.

## La guerre civile américaine
Pendant la guerre civile américaine (guerre de Sécession) (1861-1865), la marine confédérée a opéré une flotte de raids commerciaux commandés par la marine des États confédérés (Confederate States Navy). Ceux-ci se distinguaient des corsaires car il s'agissait de navires d'État ayant pour ordre de détruire le commerce ennemi plutôt que de navires privés portant des lettres de marque. Il s'agissait notamment des Sumter, Florida, Alabama, et Shenandoah. La plupart des navires utilisés à cette époque ont été construits en Grande-Bretagne, ce qui a donné lieu aux Réclamations de l'Alabama (en anglais : Alabama Claims).

## Les marines d'acier
Dans les années 1880, les marines occidentales ont commencé à déployer des navires de guerre en fer et en acier. L'évolution naturelle qui a suivi a été l'installation de canons plus puissants pour pénétrer les nouveaux navires de guerre en acier. Les marines ne se battent plus pour des « prix » (prise de guerre), c'est-à-dire pour des gains financiers pour le capitaine et l'équipage ainsi que pour le gouvernement lorsque le prix et sa cargaison sont mis aux enchères. L'avènement des blindages en acier et des obus explosifs et perforants signifiait que la destruction et le naufrage des Man'o'war ennemis étaient la priorité. Vu pour la première fois à la bataille de Sinope en 1853, le changement fut peu apprécié jusqu'en 1905, à l'occasion de la bataille de Tsushima, où sept pré-dreadnought furent envoyés au fond, et où les seuls pris étaient ceux qui s'étaient volontairement rendus.

## Première Guerre mondiale

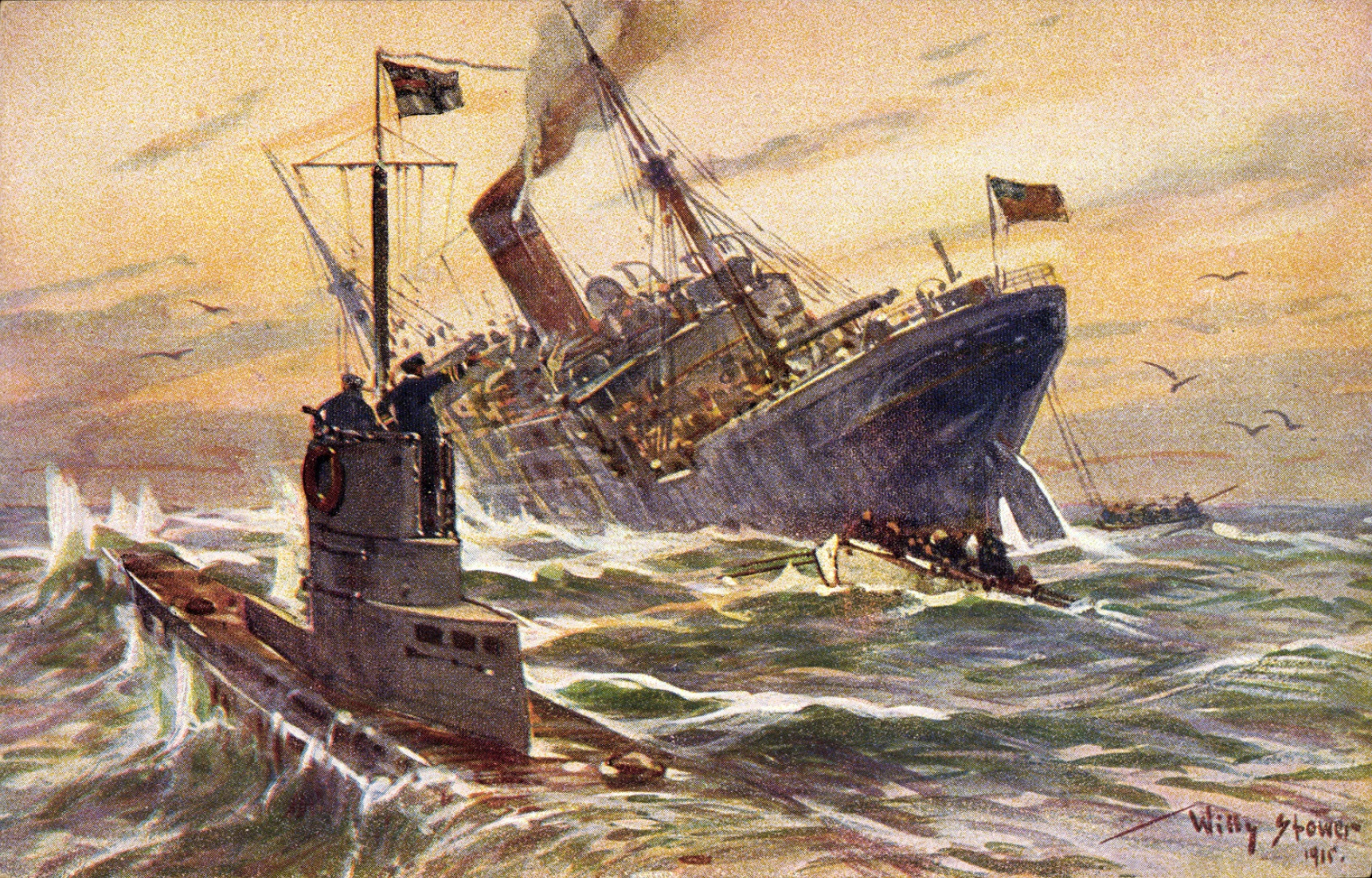
Naufrage d'un croiseur marchand britannique par un U-boot allemand, 1915

La Première Guerre mondiale a vu l'Allemagne mener une guerre commerciale (Handelskrieg) contre la Grande-Bretagne et ses alliés, principalement avec des sous-marins U-boote, mais aussi avec des raiders marchands et des croiseurs légers, et même occasionnellement avec des ballons dirigeables de la marine.

## Seconde Guerre mondiale
Au cours de la Seconde Guerre mondiale, la bataille de l'Atlantique a vu l'Allemagne nazie mener une guerre de course contre la Grande-Bretagne et ses alliés, utilisant à nouveau des U-boote, des croiseurs auxiliaires et de petits groupes de croiseurs et de cuirassés (raiders).
Les limites fixées par le traité de Versailles signifiaient que l'Allemagne ne pouvait pas construire une grande flotte de combat comme elle l'avait fait dans la période précédant la Première Guerre mondiale, et elle a choisi de développer secrètement ses sous-marins à la place. Les sous-marins étant moins chers et plus rapides à construire que les navires capitaux, l'Allemagne a donc constitué une force sous-marine plutôt qu'une flotte de surface. Cela signifie que l'Allemagne n'était pas en mesure de mener une guerre d'escadre (batailles entre flottes), et donc de poursuivre la guerre de course; le petit nombre de navires de guerre de surface que possédait l'Allemagne, comme la classe Deutschland, ainsi que ses croiseurs auxiliaires, ont également participé à cette stratégie. En outre, un certain nombre de navires commerciaux ont été convertis, le plus célèbre étant peut-être l'Atlantis.
Pendant la Seconde Guerre mondiale, des éléments de la marine américaine (United States Navy) basés au Brésil, ont mené des opérations dans l'Atlantique contre les pilleurs de commerce et les forceurs de blocus allemands. Dans le Pacifique, la marine américaine a mené des opérations contre la marine marchande japonaise, ainsi que des opérations offensives contre les navires de la marine impériale japonaise. La majeure partie de la marine marchande japonaise a été coulée par des sous-marins américains. À la fin de la guerre, seulement 12 % du tonnage marchand d'avant-guerre du Japon était encore à flot.
Le raid sur l'océan Indien est une sortie navale de la Kidō Butai (principale formation aéronavale) de la marine japonaise du 31 mars au 10 avril 1942 contre les navires et les bases alliées dans l'océan Indien. Il s'agissait d'un engagement précoce de la campagne du Pacifique de la Seconde Guerre mondiale.
L'état-major de la marine impériale japonaise décida d'envoyer quelques raiders dans les eaux de l'océan Indien entre le 12 décembre 1941 et le 12 juillet 1942. Les Allemands avaient déjà opéré dans la région et se sont portés mutuellement assistance avec les sous-marins japonais, sous forme de réapprovisionnement et de renseignements militaires. L'océan Indien était la plus grande zone d'opération impliquant un contact direct entre les deux partenaires de l'Axe, dans laquelle leur objectif premier était de maintenir la pression sur les voies de navigation. La marine japonaise a participé à quelques raids commerciaux, mais a concentré ses efforts sur une « bataille décisive » dans le Pacifique, qui n'a jamais eu lieu.

### Source
- (en) Cet article est partiellement ou en totalité issu de l’article de Wikipédia en anglais intitulé « Commerce raiding » (voir la liste des auteurs).